# Cosme de Villiers de Saint Étienne
Cosme de Villiers de Saint Étienne (ur. 8 września 1683 w Saint-Denis, zm. 1758) – karmelicki kaznodzieja i bibliograf. 
W wieku 17 lat wstąpił do zakonu karmelitów w Tours. Wyświęcony dwa lata później, uczył teologii i filozofii w Nantes, Hennebont i Saint-Pol-de-Léon. Po 1727 zamieszkał w Orleanie, gdzie został kaznodzieją. 
Znany przede wszystkim z dwutomowej Bibliotheca Carmelitana, wydanej w Orleanie w 1752.